# 大头鳕
大头鳕（学名：Gadus macrocephalus），又稱為太平洋鱈，为鳕屬的鱼类，其种加词“macrocephalus”意为“大头的”。為高經濟價值的食用魚。

## 分布

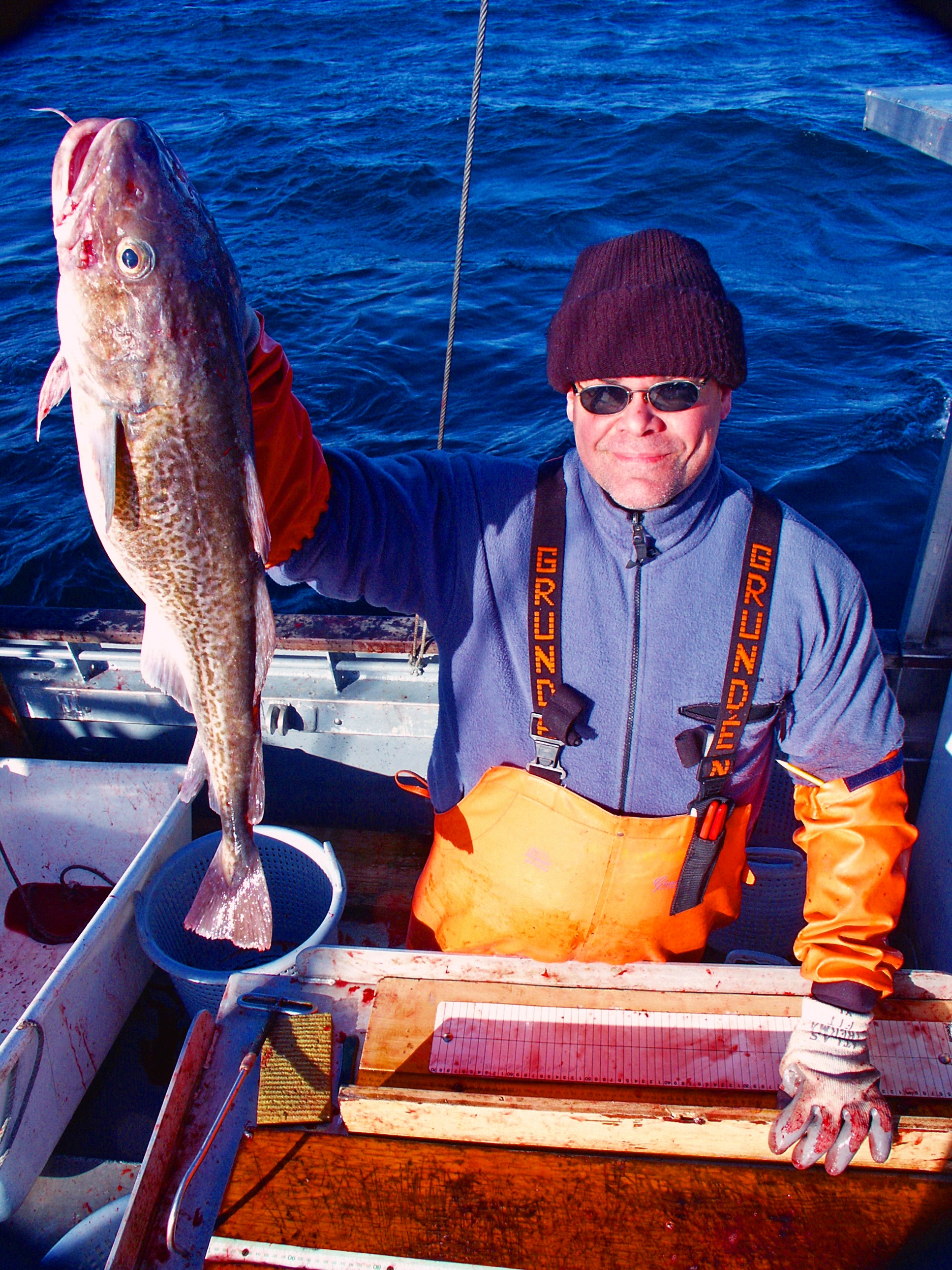
漁民捕獲的太平洋鱈

分布于国外东北达朝鲜、白令海峡北部、阿拉斯加湾及美国洛杉矶海区.在日本自北海道南达本州岛西岸的山阴县及东岸的中部以及黄海约北纬32°30'及东经124°以北到渤海及鸭绿江口诸海域等，屬于冷水性海鱼。其生存的海拔范围为-238至-15米。该物种的模式产地在白令海。

## 特征

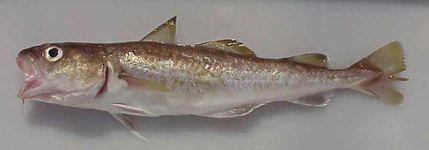
幼魚

本魚背鰭3個，臀鰭2個，下巴觸鬚長，背部棕色或灰色，腹側白色，背鰭軟條37-57個，臀鰭軟條31-42個，體長可達119公分。棲息在大陸棚、大陸坡，屬肉食性，以魚類、章魚、甲殼類等為食。